# Campeonato Mundial de Triatlón de 2012
El XXIV Campeonato Mundial de Triatlón fue una serie de ocho competiciones donde la Gran Final se celebró en Auckland (Nueva Zelanda) del 21 al 22 de octubre de 2012. Fue realizado bajo la organización de la Unión Internacional de Triatlón (ITU).
En la Gran Final, los 1,5 km de natación se efectuaron en las aguas de la bahía de Waitemata (específicamente en la zona del Astillero de la Reina, Queens Wharf), los 40 km de bicicleta y los 10 km de carrera se desarrollaron en un circuito urbano de la ciudad neozelandesa.

## Etapas
| Fecha                         | Lugar                       | Tipo       |
| ----------------------------- | --------------------------- | ---------- |
| 18 - 19 de septiembre de 2011 | Yokohama ( Japón)           | Estándar   |
| 14 – 15 de abril              | Sídney ( Australia)         | Estándar   |
| 12 – 13 de mayo               | San Diego ( Estados Unidos) | Estándar   |
| 26 – 27 de mayo               | Madrid ( España)            | Estándar   |
| 23 – 24 de junio              | Kitzbühel ( Austria)        | Estándar   |
| 21 – 22 de julio              | Hamburgo ( Alemania)        | Sprint     |
| 25 – 26 de agosto             | Estocolmo ( Suecia)         | Sprint     |
| 29 – 30 de septiembre         | Yokohama ( Japón)           | Estándar   |
| 20 – 22 de octubre            | Auckland ( Nueva Zelanda)   | Gran Final |

## Resultados

### Medallistas
| Evento    | Oro                                      | Plata                                   | Bronce                                 |
| --------- | ---------------------------------------- | --------------------------------------- | -------------------------------------- |
| Masculino | Jonathan Brownlee Reino Unido 4.935 pts. | Javier Gómez Noya · España · 4.845 pts. | Dmitri Polianski · Rusia · 3.822 pts.  |
| Femenino  | Lisa Nordén · Suecia · 4.531 pts.        | Anne Haug · Alemania · 4.340 pts.       | Andrea Hewitt Nueva Zelanda 3.893 pts. |

### Masculino
| Evento    | Oro                           | Plata                         | Bronce                     |
| --------- | ----------------------------- | ----------------------------- | -------------------------- |
| Yokohama  | João Silva Portugal           | Alexander Bryukhankov · Rusia | Dmitry Polyansky · Rusia   |
| Sídney    | Steffen Justus · Alemania     | Richard Murray Sudáfrica      | Laurent Vidal Francia      |
| San Diego | Jonathan Brownlee Reino Unido | Sven Riederer · Suiza         | Richard Murray Sudáfrica   |
| Madrid    | Jonathan Brownlee Reino Unido | Alexandr Briujankov · Rusia   | Dmitri Polianski · Rusia   |
| Kitzbühel | Alistair Brownlee Reino Unido | Jonathan Brownlee Reino Unido | Javier Gómez Noya · España |
| Hamburgo  | Richard Murray Sudáfrica      | Javier Gómez Noya · España    | Steffen Justus · Alemania  |
| Estocolmo | Jonathan Brownlee Reino Unido | Javier Gómez Noya · España    | Vincent Luis Francia       |
| Yokohama  | João Silva Portugal           | Javier Gómez Noya · España    | Dmitri Polianski · Rusia   |
| Auckland  | Javier Gómez Noya · España    | Jonathan Brownlee Reino Unido | Sven Riederer · Suiza      |

### Femenino
| Evento    | Oro                         | Plata                         | Bronce                        |
| --------- | --------------------------- | ----------------------------- | ----------------------------- |
| Yokohama  | Andrea Hewitt Nueva Zelanda | Emma Moffatt Australia        | Kate Mcilroy Nueva Zelanda    |
| Sídney    | Erin Densham Australia      | Helen Jenkins Reino Unido     | Andrea Hewitt Nueva Zelanda   |
| San Diego | Helen Jenkins Reino Unido   | Erin Densham Australia        | Laura Bennett Estados Unidos  |
| Madrid    | Nicola Spirig · Suiza       | Aileen Morrison Irlanda       | Bárbara Riveros Díaz · Chile  |
| Kitzbühel | Nicola Spirig · Suiza       | Lisa Nordén · Suecia          | Andrea Hewitt Nueva Zelanda   |
| Hamburgo  | Erin Densham Australia      | Emma Moffatt Australia        | Sarah Groff Estados Unidos    |
| Estocolmo | Lisa Nordén · Suecia        | Maaike Caelers · Países Bajos | Bárbara Riveros Díaz · Chile  |
| Yokohama  | Lisa Nordén · Suecia        | Anne Haug · Alemania          | Maaike Caelers · Países Bajos |
| Auckland  | Anne Haug · Alemania        | Gwen Jorgensen Estados Unidos | Bárbara Riveros Díaz · Chile  |

## Medallero
| Núm. | País          | Oro | Plata | Bronce | Total |
| ---- | ------------- | --- | ----- | ------ | ----- |
| 1    | Reino Unido   | 1   | 0     | 0      | 1     |
| 1    | Suecia        | 1   | 0     | 0      | 1     |
| 3    | Alemania      | 0   | 1     | 0      | 1     |
| 3    | España        | 0   | 1     | 0      | 1     |
| 5    | Nueva Zelanda | 0   | 0     | 1      | 1     |
| 5    | Rusia         | 0   | 0     | 1      | 1     |
|      | TOTAL         | 2   | 2     | 2      | 6     |